# Travis Japan
Travis Japan은 일본의 남성 아이돌 그룹이다. 소속사는 STARTO ENTERTAINMENT. 애칭은 토라쟈. 리더는 미야치카 카이토.

## 멤버
| 성명                        | 생년월일               | 출신지      | 혈액형 | 멤버 컬러      | 비고             |
| --------------------------- | ---------------------- | ----------- | ------ | -------------- | ---------------- |
| 카와시마 노에루 川島 如恵留 | 1994년 11월 22일(30세) | 도쿄도      | O형    | ■ 빨강⇒■ 하양  | 형조             |
| 시메카케 류야 七五三掛 龍也 | 1995년 6월 23일(29세)  | 이바라키현  | AB형   | ■ 분홍         | 형조             |
| 요시자와 시즈야 吉澤 閑也   | 1995년 8월 10일(29세)  | 가나가와현  | A형    | ■ 파랑⇒■ 노랑  | 동생조           |
| 나카무라 카이토 中村 海人   | 1997년 4월 15일(28세)  | 도쿄 도     | O형    | ■ 초록         | 동생조           |
| 미야치카 카이토 宮近 海斗   | 1997년 9월 22일(27세)  | 도쿄 도     | O형    | ■ 주황⇒ ■ 빨강 | 리더, 동생조     |
| 마츠쿠라 카이토 松倉 海斗   | 1997년 11월 14일(27세) | 가나가와 현 | O형    | ■ 주황         | 2017년 11월 가입 |
| 마츠다 겐타 松田 元太       | 1999년 4월 19일(26세)  | 사이타마현  | O형    | ■ 파랑         | 2017년 11월 가입 |

### 이전 멤버
| 성명                       | 생년월일               | 출신지     | 혈액형 | 멤버 컬러 | 비고                                 |
| -------------------------- | ---------------------- | ---------- | ------ | --------- | ------------------------------------ |
| 아베 아란 (阿部顕嵐)       | 1997년 8월 30일(27세)  | 도쿄 도    | A형    |           | 동생조, Love-tune과 겸임하다가 탈퇴. |
| 나카다 히로키 (仲田拡輝)   | 1994년 1월 4일(31세)   | 오키나와현 | O형    |           | 형조                                 |
| 모리타 뮤토 (森田美勇人)   | 1995년 10월 31일(29세) | 도쿄 도    | A형    | ■ 하양    | 형조, Love-tune과 겸임하다가 탈퇴.   |
| 카지야마 아사히 (梶山朝日) | 1998년 11월 9일(26세)  | 오카야마현 | A형    | ■ 보라    | 동생조                               |

## 멤버 변천
초기
요시자와 시즈야, 나카무라 카이토, 아베 아란, 미야치카 카이토, 카지야마 아사히
2012년 『PLAYZONE』 출연 결정 당시
나카다 히로키, 카와시마 노에루, 시메카케 류야, 모리타 뮤토, 요시자와 시즈야, 나카무라 카이토, 아베 아란, 미야치카 카이토, 카지야마 아사히
2016년 10월~
나카다 히로키, 카와시마 노에루, 시메카케 류야, 모리타 뮤토, 요시자와 시즈야, 나카무라 카이토, 미야치카 카이토, 카지야마 아사히
2017년 3월~
카와시마 노에루, 시메카케 류야, 모리타 뮤토, 요시자와 시즈야, 나카무라 카이토, 미야치카 카이토, 카지야마 아사히
2017년 9월~
카와시마 노에루, 시메카케 류야, 요시자와 시즈야, 나카무라 카이토, 미야치카 카이토, 카지야마 아사히
2017년 10월~
카와시마 노에루, 시메카케 류야, 요시자와 시즈야, 나카무라 카이토, 미야치카 카이토
2017년 11월~
카와시마 노에루, 시메카케 류야, 요시자와 시즈야, 나카무라 카이토, 미야치카 카이토, 마츠쿠라 카이토, 마츠다 겐타

## 오리지널 곡
이 문단의 내용은 JASRAC의 작품 데이터베이스 검색 서비스(作品データベース検索サービス)에서, 아티스트명 “Travis Japan”를 포함하여 검색한 결과를 토대로 작성하였다.
- 夢のHollywood (작사: Ma-saya , 작곡: MELIN JOSEF MATTIAS) - JASRAC 작품 코드: 1L0-3418-9
- Dance With Me 〜Lesson 1〜 (작사: Komei Kobayashi , 작곡: BOSTROM FREDRIK HAKAN/MELIN JOSEF MATTIAS) - JASRAC 작품 코드: 1L4-1272-8
- Happy Groovy (작사: 春和文 , 작곡: TAKAROT/THOTT DIDRIK STIG/ERLAND) - JASRAC 작품 코드: 1L7-0920-8
- Lock Lock (작사: MINE , 작곡: O-BANKZ/LIDBOM ERIK GUSTAF/ERIXON CHRISTOFER/JONAS ROBIN) - JASRAC 작품 코드: 1L9-7780-6
- VOLCANO (작사: 栗原暁 , 작곡: HIKARI/SWETTENHAM AL/BOY GEEK) - JASRAC 작품 코드: 1M9-3827-8
- Talk it! Make it! (작사: Komei Kobayashi , 작곡: MELIN JOSEF MATTIAS) - JASRAC 작품 코드: 1N1-9560-1
- Namidaの結晶 (작사: 川口進 , 작곡: 都志見隆/川口進) - JASRAC 작품 코드: 249-4116-6
- Unique Tigers (작사: TRAVIS JAPAN , 작곡: A.K.JANEWAY) - JASRAC 작품 코드: 249-4117-4
- FREE YOUR MIND (작사: Komei Kobayashi , 작곡: MELIN JOSEF MATTIAS) - JASRAC 작품 코드: 1N8-4094-8
- BLUE MASQUERADE (작사: Komei Kobayashi , 작곡: LOPEZ MOLES JOSE/MANUEL/PAULA GUASP/ARGEMI TUTUSAUS ROGER) - JASRAC 작품 코드: 1N8-6975-0
- Together Now (작사: Komei Kobayashi , 작곡: 坂室　賢一/BOSTROM FREDRIK HAKAN) - JASRAC 작품 코드: 1N8-3838-2
- GET ALIVE (작사: FUNK UCHINO , 작곡: 川口進/LEE STEVEN/SCOTT DREW RYAN/RICHARD JIMMY ANDREW) - JASRAC 작품 코드: 1O4-8163-1
- The Show (작사: HIKARI , 작곡: HIKARI/Samdell) - JASRAC 작품 코드: 1P3-4645-2
- BIG BANG BOY (작사: Yui Mugino , 작곡: NORD PETER ANTS) - JASRAC 작품 코드: 1P9-6630-2
- To the Top (작사: Komei Kobayashi , 작곡: RONNIE ICON/WEEKS WILLIE) - JASRAC 작품 코드: 1Q1-5898-6
- Bring Back (작사: 草川瞬 , 작곡: LIDBOM ERIK GUSTAF/MARED GUSTAV MAGNUS/HOAI NAM/MLC) - JASRAC 작품 코드: 1Q1-5900-1
- Party Up Like Crazy (작사: STEVEN LEE , 작곡: STEVEN LEE/TAKUYA HARADA) - JASRAC 작품 코드: 1Q6-3994-1

## 출연

### 무대
- PLAYZONE'12 SONG & DANC'N。PARTII。(2012년 7월 9일 ~ 8월 10일, 아오야마 극장)
- 쇼넨타치 Jail in the Sky (2012년 9월 4일 ~ 26일, 닛세이 극장) - 모리타・카와시마・시메카케・미야치카・아베 출연
- 타키자와연무성 2013 (2013년 4월 7일 ~ 5월 12일, 닛세이 극장) - 카와시마・시메카케 출연
- Live House 쟈니스 긴자 (2013년 5월 20일・21일, 시어터 크리에) - Travis jr.로서 동생조 출연
- PLAYZONE'13 SONG & DANC'N。PARTIII。(2013년 7월 3일 ~ 8월 10일, 아오야마 극장) - 미야치카 제외
- ANOTHER (2013년 9월 4일 ~ 28일, 닛세이 극장) - 미야치카 제외, 모리타는 교대로 출연
- PLAYZONE→IN NISSAY (2014년 1월 7일 ~ 28일, 닛세이 극장) - 미야치카 제외
- PLAYZONE 1986…2014 ★고마워~ 아오야마 극장★ (2014년 7월 6일 ~ 8월 9일, 아오야마 극장) - 아베 제외
- ★안녕!~ 아오야마 극장★PLAYZONE 30YEARS★1232공연 (2015년 1월 6일 ~ 22일, 아오야마 극장) - 아베, 리허설 중 부상으로 불참
- 쟈니스 긴자 2015 (2015년 5월 6일・15일・16일 〔동생조〕, 22일 〔형조〕, 시어터 크리에)
- 쟈니스 긴자 2016 (2016년 5월 2일 ~ 5일, 시어터 크리에)
- ABC좌 주식회사 응원집!!~OH&YEAH!!~ (2016년 10월 5일 ~ 27일, 닛세이 극장) - 카와시마, 부상으로 일부 휴연
- JOHNNYS' ALL STARS IsLAND (2016년 12월 3일 ~ 2017년 1월 24일, 제국극장)
- 쟈니스 긴자 2017 (2017년 5월 6일 ~ 10일, 시어터 크리에)
- JOHNNYS' YOU&ME IsLAND (2017년 9월 6일 ~ 30일, 제국극장)

### 콘서트
- 써머스테 쟈니즈 킹 [나가세 렌・SixTONES・Travis Japan] (2016년 8월 17일 ~ 25일, EX시어터 롯폰기)
- 쟈니즈Jr. 마츠리 2017 (2017년 3월 24일 ~ 26일, 요코하마 아레나 / 4월 8일・9일, 사이타마 슈퍼 아레나 / 5월 3일, 오사카성 홀)
- 써머스테 ~너희들이~ KING'S TRASURE (2017년 8월 15일 ~ 17일 〔단독 공연〕, 8월 18일 ~ 20일 〔Love-tune과 합동 공연〕, EX시어터 롯폰기)

### 음악방송
- 더 소년구락부 (2012년 ~ 현재, NHK BS 프리미엄)

### 버라이어티
- 쟈니스 Jr.dex (2017년 10월 21일 ~ 2018년 3월 3일, 후지 TV)

### PV
- 나카야마 유마 「YOLO moment」 (2015년)

### 이벤트
- 쟈니즈 대운동회 (2017년 4월 16일, 도쿄 돔)